# San Pablo (Kalifornija)
San Pablo je grad u američkoj saveznoj državi Kalifornija. Prema popisu stanovništva iz 2010. u njemu je živjelo 29.139 stanovnika.